# Dexia rhodesia
Dexia rhodesia – gatunek muchówki z rodzaju Dexia należącej do rodziny rączycowatych. Występuje na terenie Zimbabwe, Ghany, Mozambiku i Tanzanii.